# ブッカー・アーヴィン
ブッカー・アーヴィン（Booker Ervin、1930年10月31日 - 1970年7月31日）は、アメリカのテナー・サックス奏者。

## 略歴
ブッカー・アーヴィンはアメリカ・テキサス州デニソン生まれ。彼自身、テナー・サックスを学んだのは米国空軍にいた間と、その後、ボストンに移動し、バークリー音楽大学で学んだ。彼のテナー・サックスの演奏は、強くタフなサウンドとブルース/ゴスペル・フレーズによって特徴づけられた。
ブッカー・アーヴィンはホレス・パーランのアルバム『アップ・アンド・ダウン』 (1961年)、『ハッピー・フレイム・オブ・マインド』 (1963年)に参加するためにニューヨークに移った（共にブルーノート）。1956年から1963年までチャールズ・ミンガスと共演し、『ミンガス・アー・アム』（「グッドバイ・ポーク・パイ・ハット」収録）、『ブルース&ルーツ』（「Wednesday Night Prayer Meeting」収録）、『5（ファイヴ）ミンガス』といったアルバムなどの録音が残っている。1960年代にはピアニストのジャッキー・バイアード、ベーシストのリチャード・デイヴィスと共にプレスティッジで録音。ブッカー・アーヴィンは後にブルーノートで録音し、ピアニストのランディ・ウェストンと共演している。
1970年、彼は39歳の時、ニューヨーク市で腎臓病により死亡した。

## ディスコグラフィ

### リーダー・アルバム
- 『ザ・ブック・クックス』 - The Book Cooks (1960年、Bethlehem)
- 『クッキン』 - Cookin' (1960年、Savoy)
- 『ザッツ・イット!』 - That's It! (1961年、Candid)
- 『エクザルテイション!』 - Exultation! (1963年、Prestige)
- 『ガンボ!』 - Gumbo! (1963年、Prestige) ※with ポニー・ポインデクスター
- 『ザ・フリーダム・ブック』 - The Freedom Book (1963年、Prestige)
- 『ザ・ソング・ブック』 - The Song Book (1964年、Prestige)
- 『ザ・ブルース・ブック』 - The Blues Book (1964年、Prestige)
- 『ザ・スペース・ブック』 - The Space Book (1964年、Prestige)
- 『グルーヴィン・ハイ』 - Groovin' High (1965年、Prestige)
- 『ザ・トランス』 - The Trance (1965年、Prestige)
- 『セティング・ザ・ペース』 - Setting the Pace (1965年、Prestige) ※with デクスター・ゴードン
- 『ヘヴィー!!!』 - Heavy!!! (1966年、Prestige)
- 『ストラクチュアリー・サウンド』 - Structurally Sound (1966年、Pacific Jazz)
- 『ブッカー・ン・ブラス』 - Booker 'n' Brass (1967年、Pacific Jazz)
- 『ジ・イン・ビトゥイーン』 - The In Between (1968年、Blue Note)
- Tex Book Tenor (1976年、Blue Note) ※1968年録音
- Back from the Gig (1976年、Blue Note) ※1964年–1968年録音の未発表セッション集
- 『ラメント・フォー・ブッカー・アーヴィン』 - Lament For Booker Ervin (1976年、Enja) ※1965年ライブ録音&ホレス・パーランによる追悼曲
- 『ダウン・イン・ザ・ダンプス』 - Down In The Dumps (1978年、Savoy) ※1960年&1961年録音

### 参加アルバム
ビル・バロン
- 『ホット・ライン』 - Hot Line (1964年、Savoy) ※1962年録音

ジャッキー・バイアード
- Out Front! (1964年、Prestige)

テディ・チャールズ
- 『ジャズ・イン・ザ・ガーデン』 - Jazz In The Garden At The Museum Of Modern Art (1960年、Warwick)

テッド・カーソン
- 『アージ』 - Urge (1966年、Fontana)

ヌリア・フェリウ
- Núria Feliu with Booker Ervin (1965年、Edigsa)

ロイ・ヘインズ
- 『クラックリン』 - Cracklin' (1963年、New Jazz)

アンドリュー・ヒル
- 『グラス・ルーツ』 - Grass Roots (1968年、Blue Note)

エリック・クロス
- 『イン・ザ・ランド・オブ・ザ・ジャイアンツ』 - In the Land of the Giants (1969年、Prestige)

ランバート、ヘンドリックス&ベヴァン
- 『ヴィレッジ・ゲイトのランバート、ヘンドリックス&ベヴァン』 - Havin' a Ball at the Village Gate (1963年、RCA Victor)

チャールズ・ミンガス
- Jazz Portraits: Mingus in Wonderland (1959年、United Artists)
- 『ミンガス・アー・アム』 - Mingus Ah Um (1959年、Columbia)
- 『ミンガス・ダイナスティ』 - Mingus Dynasty (1959年、Columbia)
- 『ブルース&ルーツ』 - Blues & Roots (1959年、Atlantic)
- 『ミンガス』 - Mingus (1960年、Candid)
- 『ミンガス・アット・アンティーブ』 - Mingus at Antibes (1960年、Atlantic)
- 『リインカーネイション・オブ・ア・ラヴ・バード』 - Reincarnation of a Lovebird (1960年、Candid)
- 『オー・ヤー』 - Oh Yeah (1962年、Atlantic) ※1961年録音
- 『5（ファイヴ）ミンガス』 - Mingus Mingus Mingus Mingus Mingus (1963年、Impulse!)
- 『トゥナイト・アット・ヌーン』 - Tonight at Noon (1964年、Atlantic) ※1957年-1961年録音、アーヴィンは1961年録音の3曲に参加

ホレス・パーラン
- 『アップ・アンド・ダウン』 - Up & Down (Blue Note, 1961年、)
- 『ハッピー・フレイム・オブ・マインド』 - Happy Frame of Mind (Blue Note, 1963 [1988年、]) ※1963年録音

ドン・パターソン
- The Exciting New Organ of Don Patterson (1964年、Prestige)
- Hip Cake Walk (1964年、Prestige)
- Patterson's People (1964年、Prestige)
- Tune Up! (1971年、Prestige) ※1964年録音

ソニー・スティット
- 『ソウル・ピープル』 - Soul People (1965年、Prestige)

マル・ウォルドロン
- 『ザ・クエスト』 - The Quest (1961年、New Jazz)

ランディ・ウェストン
- 『ハイライフ』 - Highlife (1963年、Colpix)
- 『アフリカン・クックブック』 - Randy (1964年、Bakton) ※1972年に『African Cookbook』 (Atlantic)として再発
- 『ライヴ・アット・モンタレー'66』 - Monterey '66 (1994年、Verve) ※1966年録音